# Heterodoxie
Heterodoxie (z řeckého ἕτερος heteros jiný + δόξα doxa názor) označuje souhrn všech názorů či vyznání víry, které jsou „jiné“ než ortodoxní či pravověrné. V pravoslaví označuje tento pojem církve, které nepatří do společenství pravoslavných církví a zastávají nauku odlišnou od pravoslavné nauky, avšak nikoli tak odlišnou, aby je bylo možné označit za herezi.[zdroj⁠?!]
Heterodoxie označuje v křesťanství obecně nesprávnou náboženskou nauku.[zdroj⁠?!]